# Gourcy-Tenga
Pour les articles homonymes, voir Gourcy.
Gourcy-Tenga est une localité située dans le département du Kongoussi de la province du Bam dans la région Centre-Nord au Burkina Faso. 

## Démographie
Lors du recensement de 2006, on y a dénombré 135 habitants.